# Aszyk

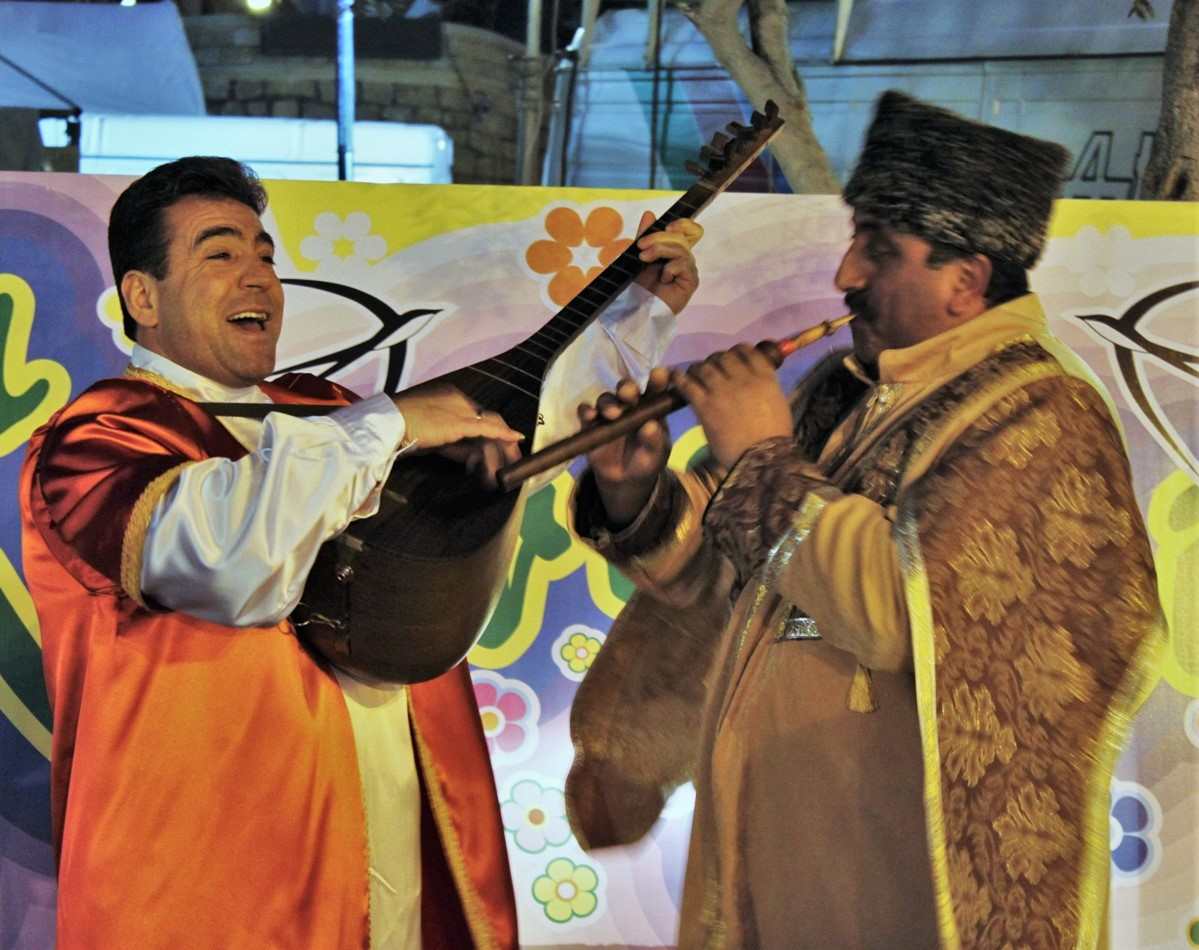
Azerscy aszykowie

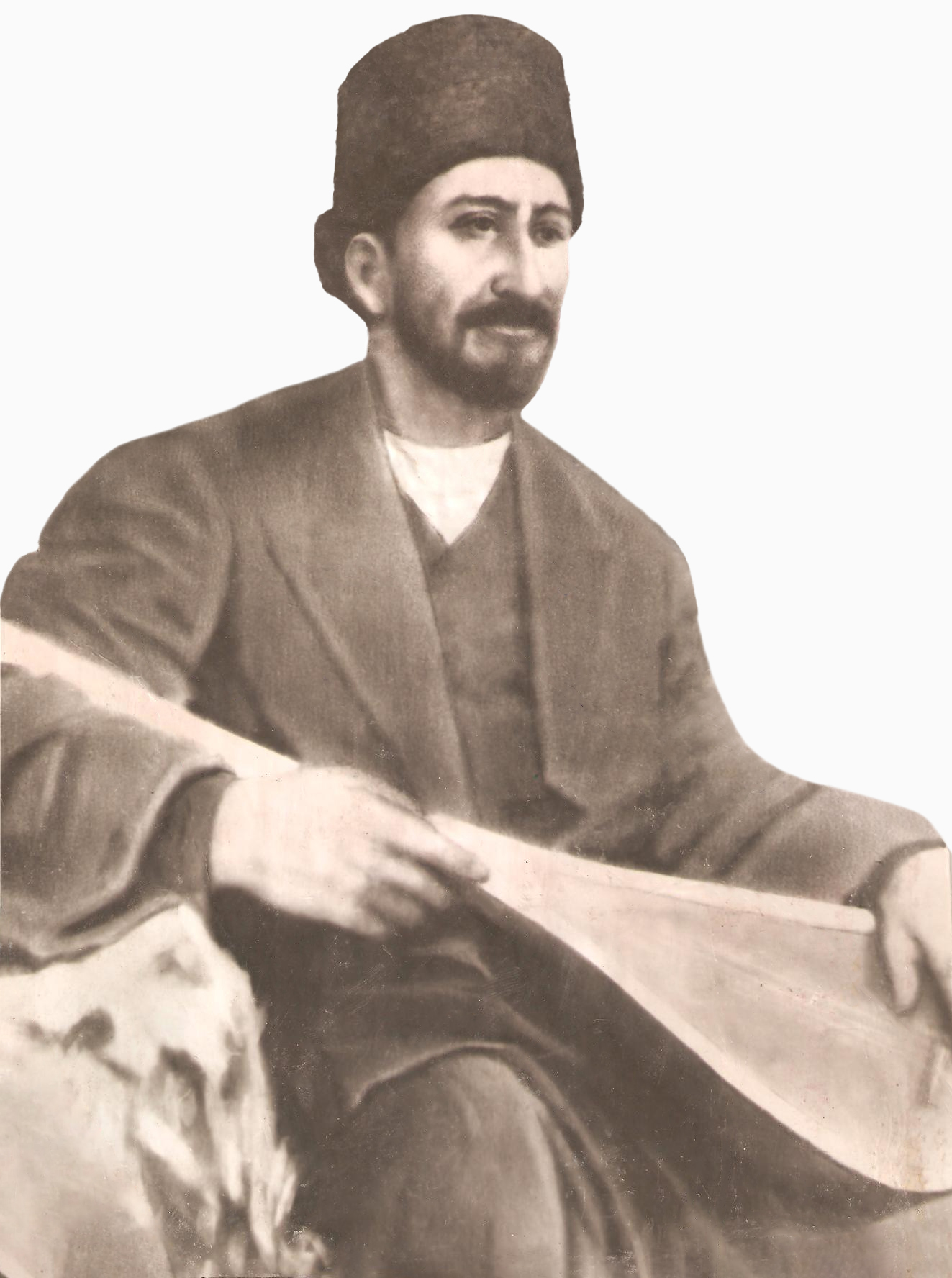
Aşıq Ələsgər (1821–1926)

Aszyk (azer. aşıq; tur. âşık; pers. عاشیق, aszigh; gruz. აშუღი, aszughi; orm. աշուղ, aszugh) – muzyk wykonujący tradycyjne utwory ludowe najczęściej przy akompaniamencie sazu w krajach Bliskiego Wschodu – Armenii, Azerbejdżanie, Iranie i Turcji.
W 2009 roku sztuka azerskich aszyków została wpisana na listę niematerialnego dziedzictwa UNESCO.

## Opis
Aszykowie to profesjonalni lub półprofesjonalni muzycy wykonujący tradycyjną muzykę ludową w krajach Bliskiego Wschodu – Armenii, Azerbejdżanie, Iranie i Turcji. Utwory wykonywane są najczęściej przy akompaniamencie sazu (tur. bağlama).
Aszykowie wykonywali tradycyjną muzykę ludową na terenach zamieszkanych przez ludy tureckie jeszcze przed przyjęciem islamu. Nazwa pochodzi z języka arabskiego, w którym oznacza „zakochanego”, a sam termin wzmiankowany jest po raz pierwszy w literaturze XV wieku. Wcześniej wędrowny bard określany był mianem ozan.

### Irańscy aszykowie
W okresie przed rewolucją islamską aszykowie często występowali w kawiarniach we wszystkich większych miastach Azerbejdżanu Wschodniego i Zachodniego. W Tebrizie aszykom towarzyszyli dwaj inni muzycy grający na balabanie i gavalu, w Urmii aszykowie występowali solo.

### Azerscy aszykowie
Tradycyjna sztuka aszyków azerskich to połączenie poezji, muzyki i tańca. Klasyczny repertuar aszyków obejmuje ok. 200 pieśni, 150 utworów literacko-muzycznych zwanych destan, prawie 2 tys. wierszy i niezliczone opowieści, które wykonywane są przy akompaniamencie sazu, rodzaju lutni. Inne instrumenty są również wykorzystywane w zależności od regionu. Aszykowie występują podczas świąt i uroczystości rodzinnych.
W 2009 roku sztuka azerskich aszyków została wpisana na listę niematerialnego dziedzictwa UNESCO.